# Province de Sidi Kacem
La province de Sidi Kacem (en arabe : سيدي قاسم) est une subdivision à dominante rurale de la région marocaine de Rabat-Salé-Kénitra. Elle tire son nom de son chef-lieu, Sidi Kacem.

## Administration et politique

### Découpage territorial
Selon la liste des cercles, caïdats et communes de 2008, telle que modifiée en 2011, la province de sidi kacem est composée de 15 communes, dont 5 communes urbaines (ou municipalités) : Sidi Kacem, son chef-lieu, Mechra Bel Ksiri, Jorf El Melha, Had Kourt et Dar Gueddari. Les 24 communes rurales restantes sont rattachées à 11 caïdats, eux-mêmes rattachés à 5 cercles :
- cercle de Tilal Al Gharb :
  - caïdat d'Aïn Dfali : Aïn Dfali et Bni Oual,
  - caïdat de Moulay Abdelkader : Moulay Abdelkader et Sidi Azzouz
  - caïdat de Sidi Ameur El Hadi : Sidi Ameur El Hadi et Sidi Ahmed Benaïssa ;
- cercle d'Ouargha :
  - caïdat de Lamrabih : Lamrabih,
  - caïdat de Khenichet : Khenichet, Sidi M'hamed Chelh, Oulad Nouel et Taoughilt ;
- cercle de Baht :
  - caïdat d'Al Mokhtar : Sidi Al Kamel, Rmilat,
  - caïdat de Dar Laaslouji : Dar Laaslouji,
- cercle de Gharb - Bni Malek :
  - caïdat de Nouirate : Nouirate,
  - caïdat d'Al Haouafate : Al Haouafate et Sefsaf ;
- cercle de Chrarda :
  - caïdat de Zirara : Zirara, Bab Tiouka et Chbanate,
  - caïdat de Zaggota : Zaggota et Selfat,
  - caïdat de Tekna-Bir Taleb : Tekna et Bir Taleb,

Huit de ses localités sont considérées comme des villes : les municipalités de Sidi Kacem, de Mechra Bel Ksiri, de Jorf El Melha, d'Had Kourt et de Dar Gueddari, et les centres urbains des communes rurales de Khenichet et de Zirara.

## Démographie
| Municipalités    | Population en 1994 | Population en 2004 |
| ---------------- | ------------------ | ------------------ |
| Sidi Kacem       | 67 582             | 74 062             |
| Mechra Bel Ksiri | 23 876             | 27 630             |
| Jorf El Melha    | 10 187             | 20 581             |
| Had Kourt        | 4 296              | 5 051              |
| Dar Gueddari     | 5 403              | 6 011              |